# Consell Pontifici per a la Promoció de la Nova Evangelització
El Consell Pontifici per a la Promoció de la Nova Evangelització (llatí: Pontificium Consilium de Nova Evangelizatione), també traduït com a Consell Pontifici per a la Nova Evangelització és un dicasteri de la Cúria Romana, la creació del qual va ser anunciada pel Papa Benet XVI a les vespres del 28 de juny de 2010, vigília de la festa dels Sants Pere i Pau. El Papa va dir que «el procés de secularització ha produït una greu crisi del sentit de la fe cristiana i el paper de l'Església», i el nou dicasteri ha de «promoure una renovada evangelització» en els països on l'Església ha existit per molt temps, «però els quals estan vivint una progressiva secularització de la societat i una mena de "eclipsi del sentit de Déu."»
El 30 de juny de 2010, el Papa Benet XVI ha nomenat com el seu primer president l'arquebisbe Salvatore Fisichella, fins llavors president de l'Acadèmia Pontifícia per a la Vida. El 13 de maig de 2011, el Papa Benet XVI va nomenar l'arquebisbe José Octavio Ruiz Arenas com el primer secretari de Pontifici Consell. Arquebisbe Ruiz Arenas havia estat servint com el vicepresident de la Comissió Pontifícia per a l'Amèrica Llatina i havia servit com a arquebisbe de Villavicencio (Colòmbia). Aquell mateix dia, monsenyor Graham Bell, ex coordinador de la Secretària de l'Acadèmia Pontifícia per a la Vida, va ser nomenat subsecretari del Consell Pontifici.
El divendres 25 de gener de 2013, el Papa Benet XVI, en una carta apostòlica emesa com a motu proprio (per iniciativa pròpia), transferí la supervisió de la catequesi de la Congregació per al Clergat al Consell Pontifici per a la Promoció de la Nova Evangelització (catequesi és l'ús de catequistes, sacerdots i altres persones a formar i informar aquells a l'Església, als interessats en l'Església, i als catecúmens –aquells que volen unir-se a l'Església pel baptisme i/o confirmació sobre la fe i la seva estructura i principis).

## Origen
La idea de crear un Consell per a la Nova Evangelització va ser llançada per primera vegada pel pare Luigi Giussani, fundador del moviment Comunió i Alliberament, a principis de la dècada de 1980. El Papa Joan Pau II va posar l'accent en la crida universal a la santedat i cridà els catòlics a participar en la nova evangelització. Més recentment, el cardenal Angelo Scola, de Venècia va presentar la idea a Benet XVI.
El terme "nova evangelització" va ser popularitzat pel Papa Joan Pau II en referència als esforços per despertar la fe en les zones tradicionalment cristianes del món, especialment d'Europa, en primer lloc "evangelitzat", o convertit al cristianisme, molts segles abans, però que ara es troba en necessitat d'una "nova evangelització".

## Establiment
El Papa Benet XVI va establir el Consell amb l'Article 1 § 1 del motu proprio Ubicumque et semper, presentat a Castel Gandolfo el 21 de setembre de 2010 i publicat a L'Osservatore Romano el 12 d'octubre de 2010.
L'incipit del document és part de la frase: «L'Església té el deure "a tot arreu i en tot moment" d'anunciar l'Evangeli de Jesucrist.» El Papa Benet va citar el Papa Pau VI quan va afirmar que «es demostra igualment cada vegada més necessari el treball d'evangelització a causa de les situacions freqüents de descristianització dels nostres dies, per multituds de persones que han estat batejades però que viuen fora de la vida cristiana, per a les persones senzilles que tenen una certa fe, però coneixen els fonaments malament, per als intel·lectuals que senten la necessitat de conèixer Jesucrist en una llum diferent de l'ensenyament que van rebre quan eren nens, i per a molts altres.»
El document enumera les tasques específiques del Consell, que inclouen:
- aprofundir en el significat teològic i pastoral de la nova evangelització;
- promoure i fomentar, en estreta col·laboració amb les conferències episcopals interessades, que poden tenir un cos, estudi, difusió i aplicació del magisteri papal sobre assumptes relacionats amb la nova evangelització ad hoc;
- augmentar les activitats de sensibilització i de suport relacionades amb la nova evangelització que ja s'apliquen en diverses Esglésies particulars i per promoure la realització de la nova, la participació activa dels recursos dels Instituts de Vida Consagrada i les Societats de Vida Apostòlica, així com en les associacions de fidels i la nova comunitat;
- estudiar i promoure l'ús de les formes modernes de comunicació, com a eines per a la nova evangelització;
- promoure l'ús del Catecisme de l'Església Catòlica com una formulació essencial i completa del contingut de la fe als homes del nostre temps.

En presentar el nou Consell a la premsa, l'arquebisbe Fisichella va dir: «L'Evangeli no és un mite, sinó el testimoni viu d'un esdeveniment històric que va canviar la cara de la història.» I va afegir: «La nova evangelització, sobretot, dona a conèixer la persona històrica de Jesús i els seus ensenyaments, ja que han estat transmeses fidelment per la comunitat original, ensenyaments que trobem en els Evangelis i en els escrits del Nou Testament la seva expressió normativa.»

## Jerarquia del Consell
President

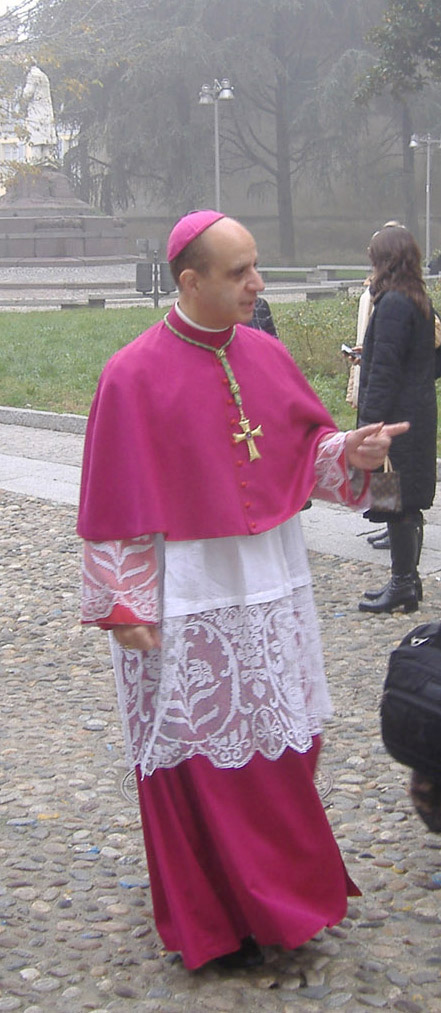
L'arquebisbe Fisichella, 2006

- Arquebisbe Salvatore Fisichella (des del 30 de juny de 2010)[12]

Secretari
- Arquebisbe José Ruiz Arenas (des del 13 de maig de 2011)[13]

Sots-secretari
- Monsenyor Graham Bell (des del 13 de maig de 2011)[14]

## Membres del Consell
Els membres del Consell participen en les discussions del mateix i assisteixen a les reunions plenàries anuals que se celebren a Roma. Serveixen per a un termini de cinc anys, renovable fins al seu 80è aniversari.
Cardenals
- Christoph Schönborn (5 de gener de 2011-)[15]
- Angelo Scola (5 de gener de 2011-)[15]
- George Pell (5 de gener de 2011-)[16]
- Josip Bozanić (5 de gener de 2011-)[15]
- Marc Ouellet (5 de gener de 2011-)[16]
- Francisco Robles Ortega (5 de gener de 2011-)[15]
- Odilo Pedro Scherer (5 de gener de 2011-)[15]
- William Levada (5 de gener de 2011-)[16]
- Stanisław Ryłko (5 de gener de 2011-)[15]
- Gianfranco Ravasi (29 de desembre de 2010 -)
- Daniel Fernando Sturla Berhouet, S.D.B., (13 d'abril de 2015 -)

- Arquebisbes i bisbes
- Claudio Maria Celli (5 de gener de 2011-)[15]
- Nikola Eterović (5 de gener de 2011-)[15]
- Pierre-Marie Carré (5 de gener de 2011-)[15]
- Robert Zollitsch (5 de gener de 2011-)[15]
- Bruno Forte (5 de gener de 2011-)[15]
- Bernard Longley (5 De gener de 2011-)[15]
- Andre-Joseph Leonard (5 de gener de 2011-)[16]
- Adolfo González Montes (5 de gener de 2011-)[15]
- Vincenzo Paglia (5 de gener de 2011-)[15]